# Chryse Planitia
Chryse Planitia est une plaine de la planète Mars large d'environ 1 700 km et centrée par 26,7° N et 320° E dans les quadrangles de Mare Acidalium, de Lunae Palus et d'Oxia Palus.

## Géographie et géologie
Cette région est l'une des plus intensivement étudiées sur Mars dans le cadre de la recherche des traces d'eau liquide il y a quelques millions à quelques milliards d'années, voire d'une véritable hydrosphère martienne qui aurait pu exister au Noachien, il y a environ 4 milliards d'années. Le riche passé hydrologique de Chryse Planitia est illustré par l'abondance de ses vallées fluviales, de datation variable et remontant parfois à l'Hespérien, voire seulement à l'Amazonien :
- Kasei Valles, entre Tempe Terra et Lunae Planum, dont l'embouchure se trouve au sud de la falaise de Nilokeras Scopulus ;
- Bahram Vallis, fin cours d'eau qui serpente jusqu'au cratère Chive un peu plus au sud ;
- Maumee Valles et Maja Valles qui se rejoignent en plaine au niveau de Xanthe Dorsa juste en face du site d'atterrissage de Viking 1 Lander, le 20 juillet 1976 ;
- Nanedi Valles, dans la région de Xanthe Terra, qui semble se prolonger jusqu'à la côte à travers Hypanis Valles et, latéralement, Sabrina Vallis au nord et Ochus Valles à l'est ;
- Shalbatana Vallis, puissant fleuve descendant d'Ophir Planum à proximité de Ganges Chasma à travers le cratère Orson Welles ;
- Simud Valles, vaste système de lits de cours d'eau issus d'Hydraotes Chaos et de l'ensemble de Chryse Chaos pour se prolonger assez loin dans Chryse Planitia ;
- Tiu Valles et Ares Vallis, issus de Margaritifer Terra, et notamment d'Aram Chaos, au confluent duquel s'est posé le robot Mars Pathfinder, le 4 juillet 1997 ;
- Mawrth Vallis, qui descend d'Arabia Terra avec une embouchure à l'est du cratère Oyama.

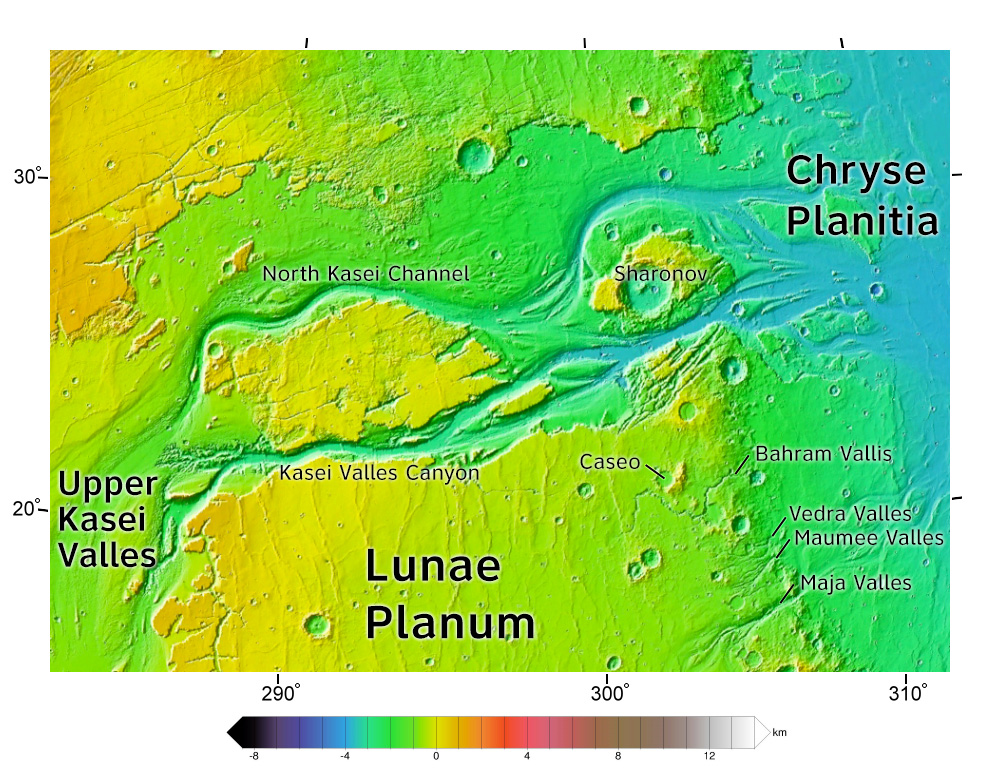
Topographie de la région de Kasei Valles, à l'ouest de Chryse Planitia.